# ロヴィーサ・ウルリカ・アヴ・プロイセン
ロヴィーサ・ウルリカ・アヴ・プロイセン（スウェーデン語: Lovisa Ulrika av Preussen, 1720年7月24日 - 1782年7月16日） は、スウェーデンのホルシュタイン＝ゴットルプ朝初代国王アドルフ・フレドリクの王妃。後のスウェーデン王グスタフ3世、カール13世の母である。
プロイセン王フリードリヒ・ヴィルヘルム1世と王妃ゾフィー・ドロテアの娘で、フリードリヒ大王の妹にあたる。ドイツ語名はルイーゼ・ウルリーケ・フォン・プロイセン（Luise Ulrike von Preußen）。

## 生涯
当時のスウェーデンは、ヘッセン家のフレドリク1世の治世下であったが、フレドリク1世には嫡子がなく、ロシアがホルシュタイン＝ゴットルプ家から、デンマークが自国のオレンボー家から王位継承者を推していた。スウェーデン議会はホルシュタイン＝ゴットルプ家のアドルフ・フレドリクを後継者に選び、同時にプロイセンから花嫁を迎え入れることになった。
ロヴィーサは1744年にスウェーデンに渡った。フレドリク1世はストックホルム郊外のドロットニングホルム宮殿を結婚祝いとして贈った。ロヴィーサは美貌とその才女ぶりとを知られ、スウェーデンに啓蒙時代をもたらした。ドロットニングホルム宮殿はロヴィーサのサロンと化し、庭園や劇場が建設され、「北欧のヴェルサイユ」とも称される様になった。ロヴィーサは1746年にグスタフ、1748年にカールを生み、王太子妃としての地位を確立する。さらにロヴィーサは、当時宮廷音楽家であったユハン・ヘルミク・ルーマンの影響を受けた、優れたチェンバロ奏者でもあった。
1751年にフレドリク1世が死ぬと、アドルフ・フレドリクは国王となり、ロヴィーサは王妃となった。しかしロヴィーサは、議会が主導権を持つスウェーデンの現状に不満を持っていた。また、ロヴィーサは、夫に啓蒙君主としての理想を求めたものの、善良ではあるが国王としての威厳に欠けるアドルフ・フレデリクには達成し得ないものであった。当然夫婦生活では、ロヴィーサが主導権を握るようになった。
ロヴィーサは挫けず、官僚・貴族など王党派の同調者を募り、クーデターを謀ることになる。しかし陰謀は露見し、関係者は処刑された。国王と王妃は、議会より厳しく警告された。ロヴィーサは屈辱にまみれたが、それでもフリードリヒ2世の妹としての誇りがあった。失脚したロヴィーサは、スウェーデンの王権復活の望みを息子グスタフに強く託す様になった。
1756年に勃発した七年戦争にスウェーデンは反プロイセン側で参戦した。これにはポメラニアの奪回の他、プロイセン王フリードリヒ2世の妹に対する懲罰の意味も含まれていた。しかしスウェーデンは敗戦を重ね、西ポメラニア北部のリューゲン島に押し込まれてしまった。しかも戦争はプロイセン優位に帰し、スウェーデンの敗北は明らかとなった。議会は結局ロヴィーサに懇願し、兄フリードリヒに対する和解を申し出た。ロヴィーサの仲介により和議は成立し、スウェーデンは領土変更なしの和平合意に達した（ハンブルク条約。1762年5月）。
ロヴィーサは息子グスタフに強い期待を抱き、教育にも熱心だった。国政を腐敗した議会に牛耳られ、欧州列強の傀儡同然に陥った第2の祖国の復興を、ロヴィーサは強く渇望するようになった。グスタフは、そんな母の強い影響を受け成長していった。政治のみならず、啓蒙思想もまたグスタフに引き継がれて行った。のちにグスタフの時代は「ロココの時代」と称されるが、その下地を築いたのがロヴィーサ・ウルリカであった。
ロヴィーサの夫アドルフ・フレドリクは1771年に死去し、息子グスタフがグスタフ3世として王位に即いた。そしてこの王のもとで、翌1772年にクーデターが実行される。王権は復活し、ロヴィーサの思いはついに成就したのである。
ロヴィーサ・ウルリカは息子グスタフの精神に強い影響を与え、その女性関係にも多大な影響を与えたが、ロヴィーサ・ウルリカのその誇大化した思想は、王位を継承したグスタフ3世との深い溝が生まれてしまい、晩年は親子関係も破綻することとなった。

## 系譜
| ロヴィーサ・ウルリカ | 父: フリードリヒ・ヴィルヘルム1世 | 祖父: フリードリヒ1世          | 曽祖父: フリードリヒ・ヴィルヘルム (ブランデンブルク選帝侯)             |
| ロヴィーサ・ウルリカ | 父: フリードリヒ・ヴィルヘルム1世 | 祖父: フリードリヒ1世          | 曽祖母: ルイーゼ・ヘンリエッテ                                          |
| ロヴィーサ・ウルリカ | 父: フリードリヒ・ヴィルヘルム1世 | 祖母: ゾフィー・シャルロッテ   | 曽祖父: エルンスト・アウグスト (ハノーファー選帝侯)                     |
| ロヴィーサ・ウルリカ | 父: フリードリヒ・ヴィルヘルム1世 | 祖母: ゾフィー・シャルロッテ   | 曽祖母: ゾフィー                                                        |
| ロヴィーサ・ウルリカ | 母: ゾフィー・ドロテア            | 祖父: ジョージ1世 (イギリス王) | 曽祖父: エルンスト・アウグスト (ハノーファー選帝侯)                     |
| ロヴィーサ・ウルリカ | 母: ゾフィー・ドロテア            | 祖父: ジョージ1世 (イギリス王) | 曽祖母: ゾフィー                                                        |
| ロヴィーサ・ウルリカ | 母: ゾフィー・ドロテア            | 祖母: ゾフィー・ドロテア       | 曽祖父: ゲオルク・ヴィルヘルム (ブラウンシュヴァイク＝リューネブルク公) |
| ロヴィーサ・ウルリカ | 母: ゾフィー・ドロテア            | 祖母: ゾフィー・ドロテア       | 曽祖母: エレオノール・ドルブリューズ                                    |

## 子女
夫アドルフ・フレドリクとの間に4人の子女があった。
- グスタフ3世（1746年 - 1792年）　スウェーデン王
- カール13世（1748年 - 1818年）　スウェーデン王
- フレドリク・アドルフ（1750年 - 1803年）　エステルイェートランド公
- ソフィア・アルベルティーナ（1753年 - 1829年）　クヴェトリンブルク女子修道院長